# Border Breakers
Border Breakers er et management og pladeselskab i Danmark, der arbejder med musik indenfor pop og dance-genren, og som drives af direktør Michael Guldhammer. Gennem en årrække har Michael arbejdet med specielt A&R og Border Breakers har specialiseret sig i eksport af dansk musik, hvor artister som Infernal, Safri Duo, Hampenberg, Hush, Nabiha, Aqua, Bryan Rice m.fl. kan nævnes som et udpluk af de Michael har været involveret i. Border Breakers arbejder i dag med Infernal i et omfattende samarbejde på flere platforme.

## Credits / now & then
- Bryan Rice
- Danseorkestret
- Hampenberg
- Hush
- Infernal
- Maria Montell
- Moám
- Nabiha
- Safri Duo
- Thomas Barsoe